# Service national universel
Le Service national universel (SNU) est un programme mis en place par le Premier ministre français Édouard Philippe à partir de 2019.
Promesse de campagne du candidat Emmanuel Macron lors de l'élection présidentielle de 2017, le service national universel a été confirmé en tant que chantier du mandat présidentiel à l'occasion des vœux du président de la République aux armées le 23 janvier 2018. Le SNU vise, selon la communication du Gouvernement, à proposer « un moment de cohésion visant à recréer le socle d'un creuset républicain et transmettre le goût de l'engagement », à « impliquer la jeunesse française dans la vie de la Nation » et à « promouvoir la notion d'engagement et favoriser un sentiment d'unité nationale autour de valeurs communes ».
Emmanuel Macron annonce dans ses vœux 2023 aux Françaises et aux Français qu'il posera « dans les toutes prochaines semaines les jalons d'un service national universel ».
Gabriel Attal annonce dans son discours de politique générale du 30 janvier 2024 la généralisation du SNU à partir de la rentrée scolaire 2026.
Le dispositif est critiqué et contesté, tant dans son principe accusé d'être le retour du service national ou encore dans ses modalités d'application.

## Historique

### Mission d'information à l'Assemblée nationale
Le 12 septembre 2017, la Commission de la Défense nationale et des Forces armées de l'Assemblée nationale crée une mission d'information sur le service national universel. Les travaux de ses 10 membres sont synthétisés en un rapport d'information rendu le 14 février 2018 et rapportés par les députées Marianne Dubois (groupe Les Républicains) et Émilie Guerel (groupe LREM).
Ce rapport résume le cadre actuel d'exercice du service national, tel qu'il résulte de la loi l'ayant réformé le 28 octobre 1997. Il liste également quatre différents types de scénarios envisagés pour le nouveau service national, dont trois ont été écartés par les rapporteuses :
- l'allongement de la journée défense et citoyenneté ;
- le service national universel obligatoire d'un mois en plusieurs temps ;
- le service national universel obligatoire d'une durée continue de quinze jours à un mois.

Sont décrits les écueils juridiques, constitutionnels et conventionnels ayant conduit à rejeter ces scénarios, comme la non-constitutionnalité d'un projet d'internat imposé à des mineurs (la Constitution ne permettant d'imposer des sujétions du fait de la Défense nationale qu'aux citoyens, statut dont les mineurs ne relèvent pas, étant toujours placés sous l'autorité parentale).
Par ailleurs le coût de ces trois scénarios a semblé aux rapporteuses « démesuré dans le contexte actuel » (infrastructures d'hébergement, système d'information, indemnités des appelés, transport, restauration, habillement, encadrement et santé).
S'agissant en particulier du service national obligatoire d'un mois, les députés estiment les coûts trop importants pour un dispositif dont l'efficacité n'est pas entièrement démontrée, et chiffrent le coût budgétaire du dispositif à 5 milliards d'euros pour 800 000 jeunes.
La mission d'information considère que le service national trouverait un fondement constitutionnel uniquement s'il se rattache aux « sujétions imposées par la Défense nationale aux citoyens » au sens de l'article 34 de la Constitution.
Un autre risque juridique résiderait dans la non-conformité de ce dispositif avec l'article 4 de la convention européenne de sauvegarde des droits de l'homme et des libertés fondamentales, qui prohibe l'esclavage et le travail forcé. Ici encore, la seule option possible serait de retenir la nature militaire du service national, expressément prévue comme exception au principe d'interdiction du travail forcé.
Le quatrième scénario, retenu par la mission d'information, va alors dans le sens d'une refonte du parcours de citoyenneté.
L'objectif d'un tel service, selon la mission, doit être de contribuer à former des citoyens en confortant l'instruction à la citoyenneté tout en concevant un dispositif utile.

### Le groupe de travail et le lancement du projet politique
Le 26 avril 2018, un premier groupe de travail rend au président de la République un rapport relatif à la création d'un service national universel. Ce document, rapporté par le général de division Daniel Menaouine, énonce les premières conditions dans lesquelles le SNU pourrait être décidé. Il identifie également les principaux enjeux :
- Le principe du caractère obligatoire, en garantissant le cas échéant la militarité du dispositif afin d'assurer sa constitutionnalité ;
- L'universalité réelle, ce qui implique une égalité de traitement dépourvue de favoritisme ou de dérogations ;
- L'hébergement collectif.

Le groupe de travail identifie les cinq filières d'engagements suivantes : défense et sécurité nationales, culture patrimoniale et numérique, environnement et développement durable, aide aux personnes, et tutorat.
À l'issue du Conseil des ministres du 27 juin 2018 et sur la base des conclusions de ce rapport, le Premier ministre Édouard Philippe annonce la mise en place d'un service national universel d'une durée d'un mois pour tous les jeunes de 16 ans, dans le prolongement de l'obligation scolaire. Il doit être lancé à l'issue d'une phase de consultation menée par le groupe de travail. Le Gouvernement annonce à cette occasion qu'il s'attachera à intégrer dans un projet de loi constitutionnelle « les amendements rendus nécessaires pour permettre l'instauration de ce service national universel ».
Gabriel Attal, nommé le 16 octobre 2018 secrétaire d'État auprès de Jean-Michel Blanquer, ministre de l'éducation nationale et de la jeunesse, déclare lors de sa prise de fonctions que la mise en place du SNU est « la grande réforme de société du quinquennat ».
Les grands principes du service national universel ont été déterminés par le groupe de travail. Le SNU est articulé autour de deux phases périodiques :
- Une première séquence obligatoire d'un mois, avec une phase d'hébergement collectif de quinze jours, aux alentours de seize ans à l'issue du collège, puis 84 heures de Mission d'intérêt général dans une structure habilitée (association ou corps en uniforme) ;
- Une seconde phase de volontariat matérialisée par une période d'engagement d'une durée d'au moins trois mois en immersion au sein de structures destinées à la défense et à la sécurité, à l'accompagnement des personnes, à la préservation du patrimoine ou de l'environnement, ou à d'autres formes d'engagement. Le service civique est présenté comme l'un des moyens qui permettra d'accomplir cette seconde phase.

Le 12 novembre 2018, le groupe de travail rend son rapport relatif à la consultation de la jeunesse sur le service national universel. Il ressort notamment de cette consultation, réalisée auprès de plus de 45 000 jeunes, que l'objectif de brassage social et de dépaysement suscite une grande adhésion, et que les thématiques de l'environnement (39 %) et de la défense (37 %) sont celles qui recueillent le plus d'engouement. Aussi, à l'occasion d'un sondage, les termes « curiosité » et « utilité » sont apparus loin devant les mots « obligation » et « corvée » pour définir l'attente de la jeunesse. 77 % considèrent que le SNU devrait renforcer la connaissance de leurs droits et devoirs en tant que citoyen de la République. Ils montrent un intérêt marqué pour l’utilité de réaliser un bilan de santé (72 %) ainsi qu’un point sur l’orientation (64 %).
Le 18 février 2019, Gabriel Attal annonce le lancement du concours national pour la création de la tenue officielle du service national universel, ouvert aux jeunes de 13 lycées professionnels et technologiques français.
Le 4 mars 2019, le secrétaire d'État annonce le lancement officiel de la campagne de recrutement des jeunes volontaires pour la phase de préfiguration non obligatoire, au travers d'un site internet dédié. 13 départements se sont portés volontaires pour cette préfiguration, qui est prévue du 16 au 28 juin 2019. À l'occasion de ce lancement, le secrétaire d'État indiquera que le SNU répond à un « constat sans appel : la jeunesse manque d'un moment de cohésion, de mixité, de cohésion sociale et territoriale, autour des valeurs de la République ».

### Phase de préfiguration volontaire dans 13 départements
En l'absence de base légale et constitutionnelle permettant de conférer un caractère obligatoire au SNU, la première phase de préfiguration lancée le 16 juin 2019 est basée sur le volontariat des jeunes concernés. Une campagne du ministère de l'Éducation nationale et de la Jeunesse sur les réseaux sociaux Twitter et Instagram permet de suivre les activités proposées au sein des différents centres d'accueil.
À l'occasion d'un entretien dans la presse, le secrétaire d'État Gabriel Attal indique que « les jeunes vont être accueillis par des militaires, des animateurs, des éducateurs », puis seront répartis entre maisonnées (dix jeunes) dirigées par un tuteur ; cinq maisonnées constituant une compagnie, quatre compagnies elles-mêmes dirigée par un chef de brigade et trois adjoints.
Le programme des deux semaines est planifié ainsi :
- réveil à 7h ;
- cérémonie de lever des couleurs avec le salut au drapeau et chant de La Marseillaise ;
- suivi par les participants de différents modules sur les thèmes d'engagement retenus[15].

Les soirées seront consacrées à un débat sur « des enjeux de société » comme l'égalité femme-homme ou encore le harcèlement en milieu scolaire.
Le lien symbolique avec le service militaire est assumé via l'encadrement des jeunes par des militaires, la répétition de gestes patriotiques, bilan de santé, le développement de gestes d'autodéfense et de secours, et les parcours d'obstacle.
Une importante campagne de communication est également développée et assumée par le gouvernement, impliquant des publireportages, les chaines de télévision du service public et des youtubeurs rémunérés pour toucher plus largement les jeunes,. Dans ces grandes campagnes de communication est également inclus de nombreuses interventions dans les collèges et lycées.
Le 14 juillet 2019, 150 jeunes appelés du SNU sont présents lors du défilé, 25 d'entre eux participent même au tableau final, les autres étant installés dans les tribunes officielles.
Mandaté par le gouvernement, l'Institut national de la jeunesse et de l'éducation populaire (INJEP) suit la première cohorte de jeunes appelés et, via un suivi statistique, met en avant que 94 % des jeunes ont été satisfaits de leur expérience. Ils sont plus de la moitié à juger qu'il serait « utile à la société » de généraliser le dispositif.
En octobre 2019, à l'occasion des vacances de la Toussaint, Gabriel Attal lance la deuxième phase obligatoire avec les missions d'intérêt général. Selon les mots du secrétaire d'État, cette seconde phase doit donner aux jeunes « une expérience concrète » pour « créer le déclic d'un engagement durable ».

### Déploiement du SNU obligatoire
Dès la rentrée 2019, il est annoncé que le service national universel sera pérennisé et devra concerner au moins 400 000 jeunes d'ici 2022, avec un premier palier de 20 000 à 30 000 appelés pour l'année 2020, et un second de 150 000 pour l'année 2021. Une augmentation du budget de l'éducation nationale est annoncée à hauteur de 700 millions d'euros, et devrait être entérinée dans le cadre du projet de loi de finances pour l'année 2020.
S'agissant du cadre juridique, une réforme constitutionnelle ainsi qu'un projet de loi sont nécessaires pour rendre le dispositif obligatoire et définir ses modalités.
À cette fin, le projet de loi constitutionnelle pour un renouveau de la vie démocratique présenté en conseil des ministres le 28 août 2019 doit « permettre la mise en œuvre du service national universel afin de renforcer l’engagement de nos concitoyens les plus jeunes dans la vie de la cité ». L'article 4 du projet prévoit de modifier l'article 34 de la Constitution, afin que la loi puisse fixer les règles concernant les sujétions imposées par le service national en leur personne et leurs biens. L'exposé des motifs précise que « cette mention est nécessaire pour donner une base constitutionnelle au service national universel civil que le Gouvernement entend créer ». Le gouvernement annonce que l'examen du projet de loi constitutionnelle n'est pas à l'ordre du jour immédiat car il souhaite « être certain d'obtenir un accord global préalable avec le Sénat ».
Le 29 mars 2023, Emmanuel Macron annonce renoncer à rendre le SNU obligatoire pour tous les jeunes. L'idée de la généralisation et de l'obligation du dispositif n'est cependant pas oubliée, et le projet demeure dans le programme du gouvernement Macron pour la suite de son quinquennat.
Le Premier ministre Gabriel Attal annonce dans son discours de politique générale du 30 janvier 2024 la généralisation du SNU à partir de la rentrée scolaire 2026. Le gouvernement renonce en octobre 2024 à la généralisation prévue.
Le budget voté en février 2025 prévoit une forte baisse des crédits affectés au SNU pour l'année 2025.

## Organisation du SNU

### Séjour de cohésion
Les activités sont structurées durant deux semaines autour de 7 thématiques :
- Activités physiques, sportives et de cohésion
- Autonomie, connaissance des services publics et accès aux droits
- Citoyenneté et institutions nationales et européennes
- Culture et patrimoine
- Découverte de l’engagement
- Défense, sécurité et résilience nationales
- Développement durable et transition écologique.

En 2019, 2 000 volontaires ont expérimenté le séjour de cohésion dans les 13 départements pilotes. Alors que l'édition 2020 a été annulée à cause des décisions gouvernementales liées au Covid-19, l'édition 2021 a rassemblé 15 000 jeunes. En 2022, ce sont plus de 40 000 volontaires qui ont suivi les séjours de cohésion organisés dans les 267 centres SNU selon le ministère de l'Éducation nationale, tandis que la presse reprend le plus souvent le chiffre de 32 000 volontaires pour 50 000 attendus.
Depuis sa mise en place, des structures de l'enseignement et des associations comme la Fédération Léo-Lagrange, la Ligue de l'enseignement et VVF Villages, toutes trois disposant de l’agrément Jeunesse Éducation Populaire, accueillent le séjour de cohésion du SNU.
Organisation d'une journée type :
7 h - 8 h : réveil + petit déjeuner

8 h - 8 h 15 : Levée des couleurs

8 h 30 - 9 h 30 : Sport

9 h 30 - 12 h 30 : Activités (en lien avec les thématiques évoquées ci dessus)

12 h 30 - 14 h : Déjeuner

14 h 30 - 18 h 30 : Activités (en lien avec les thématiques évoquées ci dessus)

18 h 30 - 19 h : Temps libres

19 h - 20 h 30 : Dîner

20 h 30 - 21 h 30 : Démocratie interne

21 h 30 - 22 h 30 : Temps libres + coucher

### Mission d'intérêt général
Après le séjour de cohésion s'ensuit une mission obligatoire de 84 heures minimum en dehors de la période scolaire. Cette mission doit être réalisée auprès d'une association, des services de l’État, des collectivités territoriales, des établissements publics, des services de santé, ou des corps en uniforme, s'inscrivant dans l'une des 9 thématiques suivantes : citoyenneté, culture, défense et mémoire, éducation, environnement et développement durable, santé, sécurité, solidarité, sport.

### Engagement volontaire
Cette phase non obligatoire est menée sur la base du volontariat sur une période allant de 3 mois à 1 an. L'engagement doit s'inscrire dans l’ensemble des thématiques en faveur de l’intérêt général : la culture, la solidarité, la citoyenneté, l’éducation, la santé, le sport, l’action internationale, la défense, la sécurité. Plus généralement, l'engagement volontaire est principalement réalisé dans les secteurs suivants :
- Défense et sécurité : engagement volontaire dans les armées, la police, la gendarmerie, les pompiers, la sécurité civile, les réserves opérationnelles
- Accompagnement des personnes
- Service civique et réserve civique
- Préservation du patrimoine ou de l'environnement
- Tutorat

## Critiques et controverses

### Pertinence
Avant même l’ouverture des premiers centres SNU, la forme retenue par le gouvernement pour les séjours de cohésion a été critiquée. Elle ressemblerait en effet au modèle des colonies de vacances : pendant un temps court, les jeunes suivent le programme conçu pour eux par les adultes, et réputé agréable et formateur, mais, faute de continuité (contrairement au modèle des camps scouts ou des mouvements de jeunesse), l’effet produit est éphémère. Il ne permettrait donc pas de remplir ses objectifs : mixité, cohésion, valorisation des territoires ou orientation professionnelle. Par ailleurs, le modèle des colonies de vacances n'est pas prévu pour les jeunes qui sortent du cadre : handicap, situation familiale ou personnelle difficile.
Jean-Michel Bocquet estime en 2021 que le SNU, dispositif autoritaire et onéreux, crée de la séparation et de la violence.

### Aspect militaire
Mais la majorité des critiques se sont focalisées sur la « coloration » militaire, dans laquelle beaucoup ont vu le signe distinctif du SNU, avec, là aussi, la perspective d’un échec certain.
Les vidéos diffusées à l'occasion des premières journées ont suscité la polémique chez certains internautes, notamment du fait de la dimension « très martiale » perçue dans ces images ,.
Les protestations se sont renforcées dans la perspective de l’organisation des séjours de cohésion de 2020. Un collectif d’associations a lancé une campagne unitaire contre le SNU, qualifié d’opération de « soumission de la jeunesse ». Une tribune publiée dans Le Monde, le 8 février 2020, reprend les trois objections les plus fréquemment formulées : « La « cohésion » ne se décrète pas : elle se construit dans une démarche pédagogique ambitieuse. L’« engagement » ne s’impose pas : il se découvre dans des rencontres multiples et s’accompagne au long cours. L’« émancipation » n’est pas une « opération coup de poing » : c’est un processus qui permet d’accéder à la réflexion critique et de « penser par soi-même ».
En 2019 lors d'une commémoration de l'appel du 18 juin à Évreux, une centaine de jeunes volontaires doivent rester debout en plein soleil. 29 ont une insolation, l'un d'entre eux devant être évacué. Pour un animateur de colonie de vacances interrogé, la procédure à suivre aurait normalement dû être de mettre tout le monde à l'ombre.
En juillet 2022, une centaine de participants ont subi une punition collective, des pompes en pleine nuit, car des filles ont été trouvées dans le dortoir des garçons. L'incident est condamné par Sarah El Haïry. Face à d'autres dérives de l'été 2022, l’inspection générale de l’éducation, du sport et de la recherche est saisie tardivement pour qu'elle engage une enquête administrative.
Lors de la commémoration de l'appel du 18 Juin de 2023, une centaine de participants doivent rester debout en plein soleil à Manthelan. Après une heure, treize jeunes font un malaise, ce qui nécessite l'intervention des pompiers.

### Coût
En écho à ces doutes sur l’efficacité du dispositif, des critiques ont été formulées sur son coût. Dans son rapport au nom de la commission des Affaires culturelles et de l’Éducation de l’Assemblée nationale sur le projet de loi de finances 2020, Régis Juanico, député apparenté socialiste de la Loire, dénonce le flou qui entoure les prévisions sur le nombre de volontaires (entre 20 et 40 000) et la sous-estimation des dépenses annoncées : le gouvernement annonce en effet que les 30 M€ inscrits dans le budget du ministère de l’Éducation nationale et de la Jeunesse pourront être complétés par « des crédits supplémentaires issus d’autres ministères parties prenantes au SNU », mais leur montant n’est pas précisé.
Rejoignant d’autres critiques semblables, Régis Juanico, considère le SNU comme « un projet très coûteux » et il plaide en faveur « d’une réallocation des ressources qui lui sont consacrées vers d’autres postes de dépenses » relatives à la Jeunesse.
Face à ces critiques, le gouvernement, principalement par la voix de Gabriel Attal, secrétaire d’État, souligne le « bilan très positif des séjours de 2019, dont les objectifs ont été atteints, notamment en termes de mixité sociale et territoriale comme de mobilité ». Et il annonce pour 2024, en avance de deux ans sur les objectifs initiaux, la généralisation du SNU, qui deviendra alors obligatoire pour toute la classe d’âge née en 2008. Le coût correspondant devrait se situer entre 1 et 1,5 milliard d’euros par an, soit 1,5 % du budget annuel destiné à la jeunesse,.
Le dispositif est étrillé par la cour des comptes en 2024.

### Problèmes juridiques
La mise en place du service national universel obligatoire doit passer par une révision de la constitution : l'article 34 interdit la sujétion des citoyens pour autre chose que la défense nationale.
Par ailleurs en ce qui concerne les mineurs, le SNU obligatoire est en contradiction avec l’exercice de l’autorité parentale.
La Cour européenne des droits de l'homme prohibe le travail forcé. Si le service national universel n'a pas de lien avec la défense, elle pourrait alors le sanctionner.

### Liberté religieuse et laïcité
En attendant, en l’absence de toute base légale pour le SNU, les opérations de 2019 et 2020 ont également suscité des interrogations sur le statut des jeunes volontaires. Ces interrogations ont notamment des répercussions sur l’application du principe de liberté religieuse et celui de laïcité.
Alors que le rapport du groupe de travail remis en avril 2018 au président de la République avait qualifié les futurs participants au SNU de « collaborateurs du service public », dans une étude remise le 18 décembre 2018 à Gabriel Attal, l'Observatoire de la laïcité a contesté cette analyse juridique. Il a considéré que, tant qu’un texte particulier ne serait pas intervenu, les participants au SNU devraient être considérés comme des « usagers du service public ». En tant que « collaborateurs du service public », les jeunes ne seraient pas autorisés à manifester leur appartenance religieuse ; en tant qu’« usagers du service public », ils ne pourraient pas se voir imposer une obligation de neutralité religieuse.
La loi sur les signes religieux dans les écoles publiques ne devrait pas s'appliquer, le SNU n'étant pas un établissement scolaire. Le ministre de l'Éducation nationale, Jean-Michel Blanquer, souhaitait cependant interdire le port de tout signe religieux sauf dans les lieux privés comme les chambres.
Les cérémonies religieuses, comme les messes pour les catholiques, seront interdites. Seul sera proposé un « espace commun et interconvictionnel » permettant un recueillement individuel.
L'alimentation n'a pas été particulièrement prévue, elle devrait être fournie par les cantines à proximité, mais aucune adaptation ne sera possible pour ceux qui souhaitent suivre des régimes alimentaires conformes à leur religion.
L’attente d’une solution législative a déclenché une polémique interne au sein de la Ligue de l’enseignement.